# 카이자
카이자(Kiesza, 1989년 1월 16일 ~ )는 캐나다의 싱어송라이터이다. 대표곡은 "Hideaway"로 UK 싱글 차트 1위를 했으며, 롱테이크 촬영으로 제작된 뮤직비디오가 화제가 되었다.

## 음반 목록
- Kiesza (2008)
- Sound of a Woman (2014)